# Flirting
Flirting è un film del 1991 diretto da John Duigan.
Pellicola di produzione australiana, interpretata da Noah Taylor, Thandie Newton e Nicole Kidman. È il secondo film di una trilogia autobiografica basata sulla vita di Duigan e parla di una storia d'amore sorta tra due adolescenti.

## Trama
Danny Embling, ora un ragazzo goffo e sottosviluppato, è stato mandato dai suoi genitori al collegio maschile di St. Albans nelle zone rurali del New South Wales, in Australia, nella speranza che non diventi un delinquente. L'anno è il 1965 ed è passato del tempo da quando Danny ha avuto una relazione romantica con una ragazza (il suo ex amore, Freya, di The Year My Voice Broke, lo ha lasciato alla fine del primo film). Danny è oggetto di scherzi a causa della sua balbuzie e del naso lungo (per cui è soprannominato "Bird"). Il suo unico amico è Gilbert.
A una partita di rugby della scuola, incontra e si interessa lentamente a Thandiwe, una ragazza ugandese-kenyota-britannica (padre ugandese e madre keniota-britannica) che frequenta il Cirencester Ladies' College per sole ragazze dall'altra parte del lago, mentre suo padre, un politico attivista, insegna all'università di Canberra. Successivamente si incontrano in un dibattito tra le due scuole e di nascosto durante un ballo scolastico. Viene punita per aver lasciato il ballo senza permesso e le vengono affidate le faccende dal prefetto Nicola. Thandiwe fa poi amicizia con Melissa e Janet.
Per tutto il corso dell'anno scolastico, promuovono una storia d'amore in erba, nonostante i regolamenti prepotenti loro inflitti - in particolare la politica razziale e le convenzioni sociali (Thandiwe è spesso considerato dalle autorità scolastiche come ribelle e apertamente sessuale). Dopo l'esecuzione del musical, Danny presenta i suoi genitori a Thandiwe e ai suoi genitori. Successivamente decidono di tornare in Uganda in risposta ai disordini politici lì. Presto anche Thandiwe decide di tornare, e mente sulla sua vera data di partenza, per passare la notte in un motel con Danny. Vengono scoperti, portando alla sua espulsione. Thandiwe gli scrive regolarmente dall'Uganda, ma poi le lettere smettono di arrivare. Un giorno arriva una lettera da Nairobi che dice che finalmente è al sicuro lì.

## Critica
Per i suoi personaggi complessi e per l'atmosfera particolarmente intensa, il film è stato largamente acclamanto dalla critica. È stato infatti citato nell'elenco dei "10 Migliori Film del 1992" del critico Roger Ebert. Il film ha vinto l'Australian Film Institute Award for Best Film del 1990 e ha raggiunto la posizione numero 46 nella classifica, fornita da Entertainment Weekly, dei "The 50 Best High School Movies".
Il film presenta una delle ultime comparse dell'attrice Nicole Kidman in film australiani, prima del suo definitivo trasferimento ad Hollywood; nonostante tutto, l'attrice ha nuovamente lavorato col regista Duigan, interpretando un ruolo nella miniserie australiana Vietnam.

## Riconoscimenti
- AFI Award
  - Miglior montaggio (Robert Gibson)
  - Miglior sceneggiatura (Roger Ford)
  - Miglior film (George Miller, Doug Mitchell, Terry Hayes)